# 阿德里安堡戰役
阿德里安堡战役也作哈德良堡战役，是公元378年罗马帝国军队与反叛的哥特人之间的一次战斗，发生在当时罗马帝国的色雷斯行省马里查河河畔的阿德里安堡（也称为哈德良堡），位于今天的土耳其共和国埃迪尔内省省会埃迪尔内。

## 背景
哥特人起源于斯堪的纳维亚，3世纪初流浪至巴尔干地区，公元375年，由于受到匈人入侵，西哥特人开始大举迁入罗马帝国。他们请求罗马帝国东部皇帝瓦伦斯允许他们在罗马帝国境内定居。瓦伦斯希望能用哥特人来充实其军队，所以接受了他们的要求。然而，西哥特人通过收买多瑙河的边境卫兵，被允许携带武器入境。很快事态失去了控制，大量哥特人源源不断地迁入多瑙河流域，而罗马帝国在此地区的兵力又十分薄弱，无法对其加以有效的控制。当一些地区的罗马士兵开始虐待哥特移民时，哥特人于377年开始暴乱，并且多次击败罗马帝国军队。而且东、西哥特人在各自洗劫了多瑙河各省之后，还联合起来渡过多瑙河侵入了巴尔干半岛。瓦伦斯被迫从安条克出发亲自出征。然而用以镇压哥特人的罗马士兵有许多是从蛮族人或临时招募的士兵，战斗力差、训练时间短，多使用小盾牌和轻武器。罗马军团与哥特人在多瑙河河口附近遭遇。哥特人使用了他们的标准防御战术，用四轮车围成一个大车阵，从阵里不时出击进攻者。此战双方不分胜负，哥特人向色雷斯方向撤退，罗马军队追击。

## 战况
公元378年8月9日大约中午时分，瓦伦斯率部抵达阿德里安堡。罗马侦察兵在附近发现哥特兵营，并得知大部分哥特骑兵已外出搜集粮草。为了独享战果，瓦伦斯立即命令部队向哥特兵营进攻，而没有等待前来增援的西罗马皇帝格拉丁的军队。当时哥特兵营里留下的唯一主将菲列德根也立即派人前去召回领兵搜集粮草的统帅阿拉特亚斯和沙弗拉克斯。当两军激战犹酣之际，阿拉特亚斯和沙弗拉克斯率领哥特骑兵的主力抵达正在进行战斗的河谷旁的高地。哥特骑兵以良好的机动性能对罗马军队的左翼发动了袭击，整个罗马军队顿时乱作了一团。哥特骑兵先是击溃了罗马军队左翼的罗马骑兵，然后又席卷了罗马军队左翼的步兵，把他们压向罗马军队的中央，步兵受到挤压即无法展开作战队形，也无法施展手中的兵器。菲列德根也下令打开车阵出击，罗马军队溃败。瓦伦斯待在后备队中，被哥特人击退，其本人身负重伤，被抬到一个农家的茅屋。当晚，哥特人包围了茅屋并放了火，他们不知道烧死的竟是罗马帝国皇帝。罗马军队有超过三分之二的士兵阵亡，哥特方面伤亡人数不详，但应该相当轻微。

## 影响
这是罗马军队在坎尼战役和条顿堡森林战役之后的最大失利，也是罗马帝国走向灭亡的标志。哥特人没有围攻君士坦丁堡，继任皇帝狄奥多西一世和哥特人在382年议和，哥特人答应帮助皇帝保护罗马疆界以获得粮食补给。蛮族依然不可避免地渗透进原罗马帝国的土地，最终攻进亚平宁半岛，灭亡了西罗马帝国。
尽管，骑兵发挥了决定性作用，但战斗本身仍是传统的步兵对步兵作战。哥特人的骑兵部队也并非战术革新。关于这场战斗标志着骑兵崛起的说法已经被驳斥。